# Tudo a Ver
Tudo a Ver foi uma revista eletrônica brasileira produzida e exibida pela Record de 2 de agosto de 2004 a 16 de março de 2014.

## Antecedentes
Em 2004, Paulo Henrique Amorim apresentou para a Record a proposta de uma revista eletrônica inspirada nos americanos Good Morning America e The View, que misturasse em jornalismo em tempo real com entretenimento apresentado por vários colunistas para assuntos específicos. Paulo Henrique, que foi correspondente internacional em Nova York por anos, notou que o formato era muito popular nos Estados Unidos, mas ainda não havia sido implementado nos mesmos moldes no Brasil. O principal diferencial, segundo o jornalista, era que as notícias eram transmitidas de forma leve e descontraída, conversando com os repórteres na rua e com os próprios colunistas no programa sem formalidade. O projeto foi aprovado em junho de 2004 e Paulo Henrique teve o aval da emissora para contratar quem desejasse para formar a equipe de colaboradores.

## História

### 2004–2006: 1ª fase e sucesso
O Tudo a Ver estreou em 2 de agosto de 2004 às 17h, apresentado por Paulo Henrique Amorim e Janine Borba, tendo como colunistas a modelo Ana Hickmann falando sobre moda, o chef Edu Guedes sobre gastronomia, Luciano Faccioli sobre prestação de serviço, Sophia Camargo sobre economia, Maria Cândida sobre cinema e artes, Luciana Liviero sobre política e Chris Flores sobre celebridades, entre outros. Dois meses depois, no entanto, Janine pediu desligamento por não se sentir à vontade em um formato mais descontraído e foi substituída por Patricia Maldonado em 15 de outubro. Paulo Henrique e Patrícia foram apelidados de "dupla dinâmica" na imprensa pela boa química e descontração ao passar as notícias e o programa aos poucos foi crescendo na audiência, a ponto de chegar a roubar o primeiro lugar da Sessão da Tarde, da TV Globo, em algumas ocasiões, além de ser responsável pelo fim do Cidade Alerta naquele momento ao tomar toda faixa do fim da tarde.
Em agosto de 2005, Ana e Edu foram promovidos a apresentadores do matutino Hoje em Dia e substituídos no por Isabela Fiorentino e Olivier Anquier nas colunas de moda e gastronomia, respectivamente. Em janeiro de 2006, Paulo Henrique deixou o Tudo a Ver para apresentar o Domingo Espetacular. Em 10 de março, todos os colaboradores foram transferidos para outros programas da emissora e o formato original extinto.

### 2006–2007: 2ª fase
Em 27 de março de 2006, o programa reestreou e passou a ser apresentado por Patrícia Maldonado às 21h30 em um formato diferente, direto da redação de forma gravada, sem cenário ou colaboradores, apenas representando as matérias já exibidas nos telejornais durante o dia. Nesta época, a imprensa notou que a Record esvaziou um programa consolidado na audiência e que trazia prestígio ao jornalismo da emissora e jogou fora todo trabalho implementado durante meses por Paulo Henrique Amorim. Em agosto, a emissora estreou uma versão vespertina do programa, sendo esta voltada ao entretenimento, com Maria Cândida, fazendo com que fossem criadas duas edições do programa. Em outubro, a versão vespertina se transformou no Programa da Tarde. Em junho de 2007, Patrícia pediu demissão da Record, alegando estar infeliz com o que havia se tornado o programa, o qual descreveu como "sucateado" e "colocado de lado" em entrevista ao Pânico da rádio Jovem Pan. Ela acertou com a Band. Carla Cecato e Adriana Reid dividiram o comando da atração até o programa chegar ao fim, em 30 de abril de 2009.

### 2009–2014: 3ª fase
Em 24 de agosto de 2009, retornou ao ar com apresentação de Thalita Oliveira, mas apenas durou um mês. Em 11 de fevereiro de 2010, o programa voltou ao ar no mesmo molde da segunda fase com a apresentação de Tina Roma, sendo exibido para as praças cuja programação era mostrada uma hora antes à cabeça de rede. Em 15 de março, o programa passou a ser apresentado nacionalmente. Nesta fase, exibia variedades, notícias dos famosos e reprises de reportagens de outros jornalísticos. Em março de 2012, passou a contar com a participação do jornalismo da Record. No dia 27 de julho, foi exibida uma edição especial com os eliminados de A Fazenda 5. No mesmo ano, foi transferido para as noites, saindo do ar em 12 de outubro. Em 6 de janeiro de 2013, foi transferido para os domingos a tarde, ocupando a faixa deixada pelo Tudo É Possível, saindo do ar em 3 de novembro. Em 9 e 16 de março de 2014, teve duas edições especiais, substituindo o Domingo da Gente e antecedendo a estreia do Domingo Show.

### Retorno
Após dez anos fora do ar, a Record relançou a revista eletrônica, inicialmente para o dia 7 de julho de 2024, focando em temas variados puxados ao jornalismo como era na primeira fase, passando a ser totalmente ao vivo, mas sob a apresentação de Rachel Sheherazade, com exibição aos domingos, ocupando duas horas da faixa anteriormente tomada pelas reprises de Todo Mundo Odeia o Chris. Posteriormente, a data seria alterada para o mês de agosto, fixando a exibição na faixa das 12h ás 14h15. Logo depois, a emissora decidiu que o novo programa passaria a se chamar Domingo Record, que foi um dos nomes provisórios do Domingo Espetacular.